# Sinjaja tetrad'
Sinjaja tetrad' (Синяя тетрадь) è un film del 1963 diretto da Lev Aleksandrovič Kulidžanov.